# إيميل أماغات
إيميل هيلاري أماغات (بالفرنسية: Émile Hilaire Amagat)‏ هو فيزيائي فرنسي ولد في يوم 2 يناير 1841 في قرية سانت ساتور، عمل مع توماس أندروز في شرح معادلات ثاني أوكسيد الكربون في الضغط العالي، درس كذلك قابلية انضغاط السوائل مع الضغط العالي، درس التفاعل بين مختلف الغازات وإخترع جهاز قياس الضغط، في سنة 1902 أصبح عضو أكاديمية العلوم الفرنسية، تم تسمية وحدة قياس الكثافة أماغات نسبة له، توفي في فبراير 1915.